# Arcata zigomatica

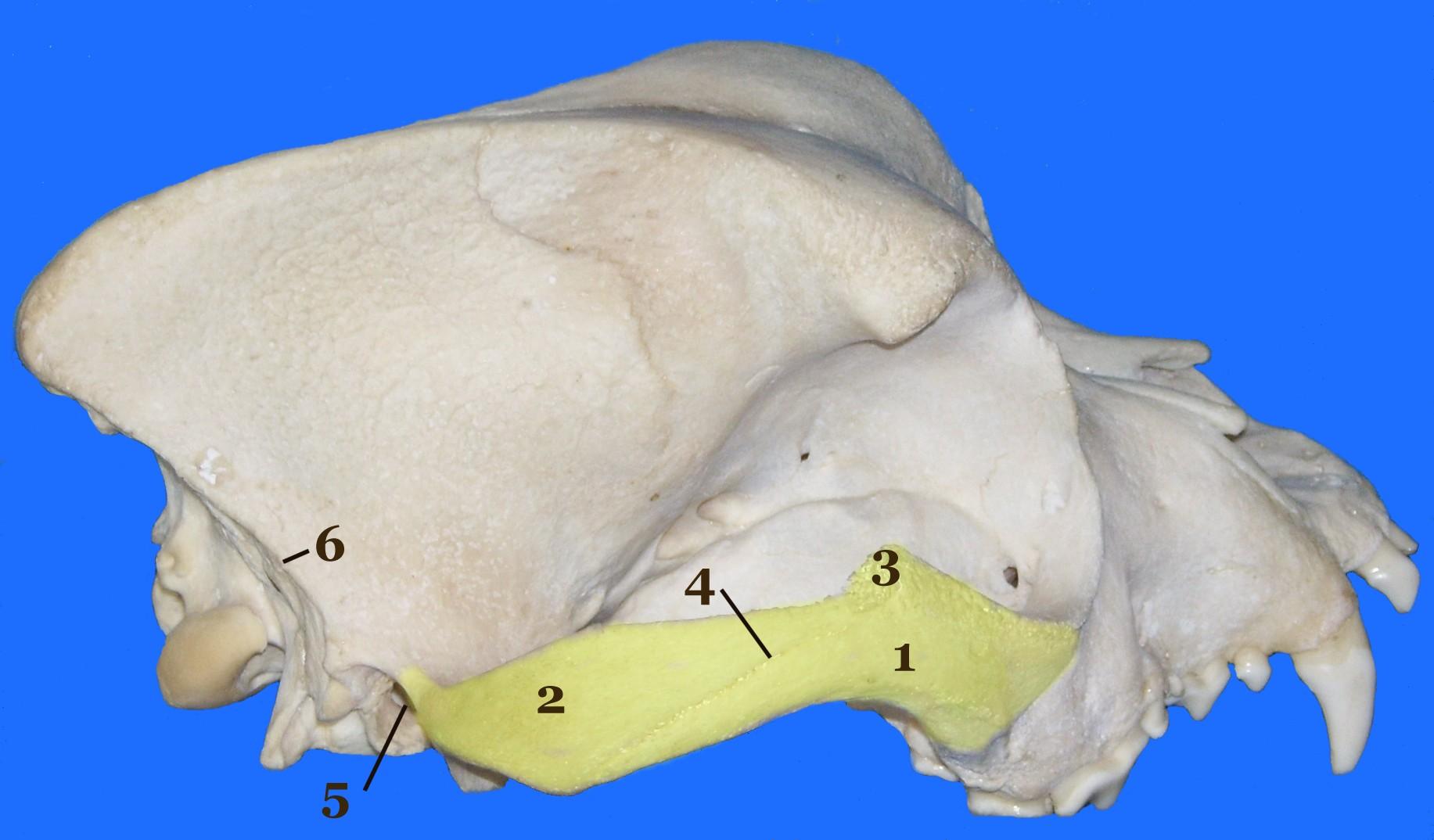
L'arcata zigomatica (contrassegnata in giallo) di un cane (boxer tedesco). 1. processo temporale dell'osso zigomatico; 2. processo zigomatico dell'osso temporale; 3. processo frontale; 4. sutura tra 1 e 2; 5. condotto uditivo esterno; 6. Crista supramastoidea.

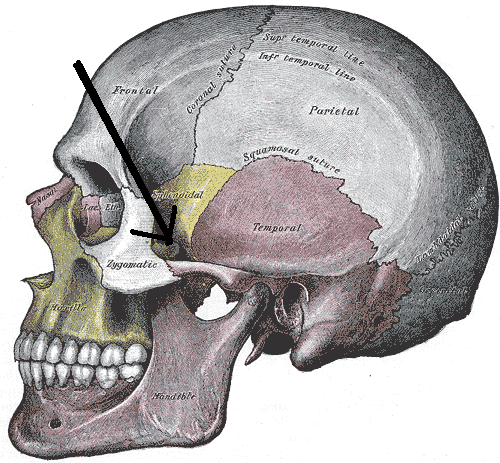
Nell'uomo, l'arcata zigomatica è relativamente poco sviluppata.

L'arcata zigomatica o arco zigomatico (in latino Arcus zygomaticus) è una robusta cresta ossea del cranio dei mammiferi. Inizia sotto la cavità oculare e prosegue orizzontalmente verso l'orecchio. La sua presenza può essere facilmente percepita attraverso la pelle.
L'arcata zigomatica è composta da due processi ossei. Il processo temporale dell'osso zigomatico (Processus temporalis ossis zygomatici) ne forma la sezione anteriore, il processo zigomatico dell'osso temporale (Processus zygomaticus ossis temporalis) la sezione posteriore. Entrambi i processi sono collegati tra loro da una sutura ossea obliqua. Sopra il condotto uditivo esterno, l'arcata zigomatica continua in una cresta ossea poco profonda (Crista supramastoidea) sulla squama dell'osso temporale. Il processo frontale dell'osso zigomatico (Processus frontalis ossis zygomatici), che confina con la cavità oculare nella parte posteriore, si estende dal processo temporale verso l'alto. Nei Carnivori, questo processo è molto breve e non si unisce al processo zigomatico dell'osso frontale (Processus zygomaticus ossis frontalis).
L'arcata zigomatica limita lateralmente e inferiormente la fossa temporale (Fossa temporalis). Sul suo bordo superiore vi è il punto di inserzione della fascia temporale (Fascia temporalis), su quello inferiore il punto di inserzione del muscolo massetere, (Musculus masseter), il più importante dei muscoli masticatori.